# Presbyterorum Ordinis
Presbyterorum Ordinis (лат. Чин пресвітерів) — декрет Другого Ватиканського собору Католицької церкви. Повна назва — Декрет про служіння і життя пресвітерів «Presbyterorum Ordinis». Затверджено папою Павлом VI 7 грудня 1965 року, після того як він був схвалений на соборі. За остаточний варіант документа висловилося 2390 учасників собору, проти — 4. Свою назву отримала за прийнятою в католицизмі практиці за своїми двома першими словами.
Декрет Presbyterorum Ordinis — один з дев'яти декретів Другого Ватиканського собору. Присвячений ролі та завданню священиків (пресвітерів) в Церкві.

## Структура
Декрет складається з 22 статей, об'єднаних у 3 глави, яким передує вступ, і завершується висновком і покликанням:
1. Вступ (стаття 1)
2. Пресвітерат у місії Церкви (статті 2-3)
3. Служіння Пресвітерів (статті 4-11)
4. # Обов'язки Пресвітерів (статті 4-6)
5. # Ставлення Пресвітерів до інших людей (статті 7-9)
6. # Розподіл Пресвітерів і покликання до священства (статті 10-11)
7. Про життя Пресвітерів (статті 12-21)
8. # Покликання Пресвітерів до досконалості (статті 12-14)
9. # Особливі духовні вимоги в життя Пресвітерів (статті 15-17)
10. # Забезпечення життя Пресвітерів (статті 18-21)
11. Висновок і покликання (стаття 22)

## Зміст
Декрет присвячений ролі священиків у Церкві, їх обов'язкам і можливостям. Перший розділ в стислій формі показує роль священиків у місії Церкви, другий і третій розгорнуто описують обов'язки священиків та вимоги які до них пред'являються, а також містять настанови з найкращої організації пастирської роботи. Декрет підтверджує багато традицій і положень, прийнятих в Католицькій церкві, зокрема священики зобов'язуються до служіння Літургії Годин і щоденних мес. Підтверджується прийнята в Латинській церкви практика обов'язкового целібату священиків, але в той же час підкреслюється, що ця практика не поширюється на священиків Східних католицьких церков.
|  | ...безшлюбність, що раніше лише рекомендувалося священикам, була згодом в Латинській Церкві наказана законом всім, хто отримує таїнство священства. Цей Святіший Собор знову схвалює і підтверджує це положення щодо тих, хто призначається до Пресвітерату. |